# Fouad Naïm
Pour les articles homonymes, voir Naim.
Fouad Naïm, né en 1945 à Beyrouth, au Liban, est un réalisateur de théâtre et de télévision, comédien, peintre et journaliste. 

## Biographie
De 1976 à 1987, il dirige le Bureau de l’Agence France Presse en Jordanie. De 1987 à 1993, il est chef du service arabe de l’AFP. De 1993 à 1996, il est Président–Directeur Général de Télé-Liban, la Télévision publique libanaise. 1998-2001, il est Membre du Conseil d’Administration et Conseiller de la Rédaction du Journal libanais « Al-Mustaqbal ». De 2002 à 2012, il dirige en France la station de radio « Radio Orient ».
Comédien, il a notamment joué dans L'Homme Voilé de Maroun Bagdadi en 1987 et Circle of Deceit de Volker Schlöndorff